# Renia rigida
Renia rigida är en fjärilsart som beskrevs av Smith 1905. Renia rigida ingår i släktet Renia och familjen nattflyn. Inga underarter finns listade.